# Cantone di Pontorson
Il Cantone di Pontorson è una divisione amministrativa dell'arrondissement di Avranches.
A seguito della riforma approvata con decreto del 25 febbraio 2014, che ha avuto attuazione dopo le elezioni dipartimentali del 2015, è passato da 10 a 24 comuni.

## Composizione
I 10 comuni facenti parte prima della riforma del 2014 erano:
- Aucey-la-Plaine
- Beauvoir
- Huisnes-sur-Mer
- Macey
- Le Mont-Saint-Michel
- Pontorson
- Sacey
- Servon
- Tanis
- Vessey

Dal 2015 i comuni appartenenti al cantone sono i seguenti 24:
- Aucey-la-Plaine
- Beauvoir
- Céaux
- Les Chéris
- Courtils
- Crollon
- Ducey
- Huisnes-sur-Mer
- Juilley
- Macey
- Marcilly
- Le Mesnil-Ozenne
- Le Mont-Saint-Michel
- Poilley
- Pontaubault
- Pontorson
- Précey
- Sacey
- Saint-Ovin
- Saint-Quentin-sur-le-Homme
- Servon
- Tanis
- Le Val-Saint-Père
- Vessey